# Линк вершины многогранника
Линк вершины многогранника или вершинная фигура — многогранник на единицу меньшей размерности, который получается в сечении исходного многогранника плоскостью, срезающей одну вершину. 
В частности линк вершины содержит информацию о порядке следования граней многогранника вокруг одной вершины.

## Определения — основное и вариации
Если взять некоторую вершину многогранника, отметить точку где-нибудь на каждом из прилегающих рёбер, нарисовать отрезки на гранях, соединяя полученные точки, в результате получится полный цикл (многоугольник) вокруг вершины. 
Этот многоугольник и является линком вершины.
Формальное определение может варьироваться очень широко в зависимости от обстоятельств. Например, Коксетер (1948, 1954) менял своё определение как ему удобно для текущего обсуждения. 
Большинство нижеприведённых определений линка подходит одинаково хорошо как для бесконечных мозаик на плоскости, так и для пространственных мозаик из многогранников.

### Как плоское сечение
Если срезать вершину многогранника, пересекая каждое из рёбер, смежных вершине, поверхность среза будет являться линком. 
Это, пожалуй, наиболее общепринятый подход и наиболее понятный. Разные авторы делают срез в разных местах. Веннинджер перерезает каждое ребро на единичном расстоянии от вершины, так же как это делает и Коксетер (1948). Для однородных многогранников построение Дормана Люка пересекает каждое смежное ребро в середине. Другие авторы делают сечение через вершину на другой стороне каждого ребра.

### Как сферический многоугольник
Кромвель делает сферическое сечение с центром в вершине. 
Поверхность сечения или линк, тогда, является сферическим многоугольником на этой сфере.

### Как множество связных вершин
Многие комбинаторные и вычислительные подходы (например, Скиллинг) рассматривают линк как упорядоченное (или частично упорядоченное) множество точек всех соседних (соединённых ребром) вершин для данной вершины.

### Абстрактное определение
В теории абстрактных многогранников линка заданной вершины V состоит из всех элементов, инцидентных вершине — вершин, рёбер, граней и т. д.
Это множество элементов известно как вершинная звезда.

## Основные свойства
Линка вершины n-многогранника — это (n−1)-многогранник. 
Например, линком вершины 3-мерного многогранника является многоугольник, 
а линком для 4-мерного многогранника является 3-мерный многогранник.
Линки наиболее полезны для однородных многогранников, поскольку все вершины имеют один линк.
Для невыпуклых многогранников линк может быть тоже невыпуклым. 
Однородные многогранники, например, могут иметь грани в виде звёздчатых многоугольников, 
звёздчатыми могут быть и линки.

## Построение Дормана Люка
Грань двойственного многогранника двойственные линку соответствующей вершины.

## Правильные многогранники
Если многогранник правильный, его можно описать символом Шлефли, 
символы граней, и линков можно извлечь из этой записи.
В общем случае правильный многогранник с символом Шлефли {a,b,c,...,y,z} имеет грани (наибольшей размерности) {a,b,c,...,y}, а в качестве линка будет {b,c,...,y,z}.
1. Для трёхмерного правильных многогранников, возможно звёздчатых {p,q}, линком будет {q}, q-угольник.
  - Например, линк для куба {4,3} — треугольник {3}.
2. Для правильных 4-мерных многогранников или пространственных мозаик {p,q,r} линком будет {q,r}.
  - Например, линком для гиперкуба {4,3,3} будет правильный тетраэдр {3,3}.
  - Линком для кубических сот {4,3,4} будет правильный октаэдр {3,4}.

Поскольку двойственный многогранник правильного многогранника также является правильным и представляется обратными индексами в символе Шлефли, легко понять, что двойственная фигура к линку вершины является ячейкой двойственного многогранника. 
Для правильных многогранников этот факт является частным случаем построения Дормана Люка.

## Пример линка сот
Линком вершины усечённых кубических сот является неоднородная квадратная пирамида. Один октаэдр и четыре усечённых куба, расположенных около каждой вершины, образуют пространственную мозаику.
| Линк вершины: Неоднородная квадратная пирамида              | Диаграмма Шлегеля | Перспектива |
| Образуется из квадратного основания октаэдра                | (3.3.3.3)         |             |
| и четырёх равнобедренных треугольных сторон усечённого куба | (3.8.8)           |             |

## Линк ребра
С линком связано другое понятие — линк ребра. 
Линк ребра является (n−2)-многогранником, представляющим расстановку граней размерности n−1 вокруг данного ребра (прилегающих к данному ребру). 
Линк ребра является линком вершины линка вершины. Линки ребер полезны для выражения связей между элементами правильных и однородных многогранников.
Правильные и однородные многогранники, полученные в результате отражений с одним активным зеркалом, имеют единственный тип линка ребра, но в общем случае однородный многогранник может иметь столько линков, сколько зеркал активны при построении, поскольку каждое активное зеркало создаёт ребро в фундаментальной области.
Правильные многогранники (и соты) имеют единственный линк ребра, которая является также правильным. 
Для правильного многогранника {p,q,r,s,...,z} линк ребра будет {r,s,...,z}.
В четырёхмерном пространстве линк ребра многогранника или трёхмерных сот является многоугольником, представляющим расположение граней вокруг ребра. 
Например, линк ребра правильных кубических сот {4,3,4} является квадрат, а для правильного четырёхмерного многогранника {p,q,r} линк ребра будет {r}.
Менее очевидно, что у усечённых кубических сот t0,1{4,3,4} в качестве линк вершины выступает квадратная пирамида. Здесь присутствует два типа линков ребер. 
Один — квадратный линк ребра при вершине пирамиды, она соответствует четырём усечённым кубам вокруг ребра. 
Второй лик — треугольники при основании пирамиды. 
Они представляют расположение двух усечённых кубов и октаэдра вокруг других ребер.